# Bicci di Lorenzo

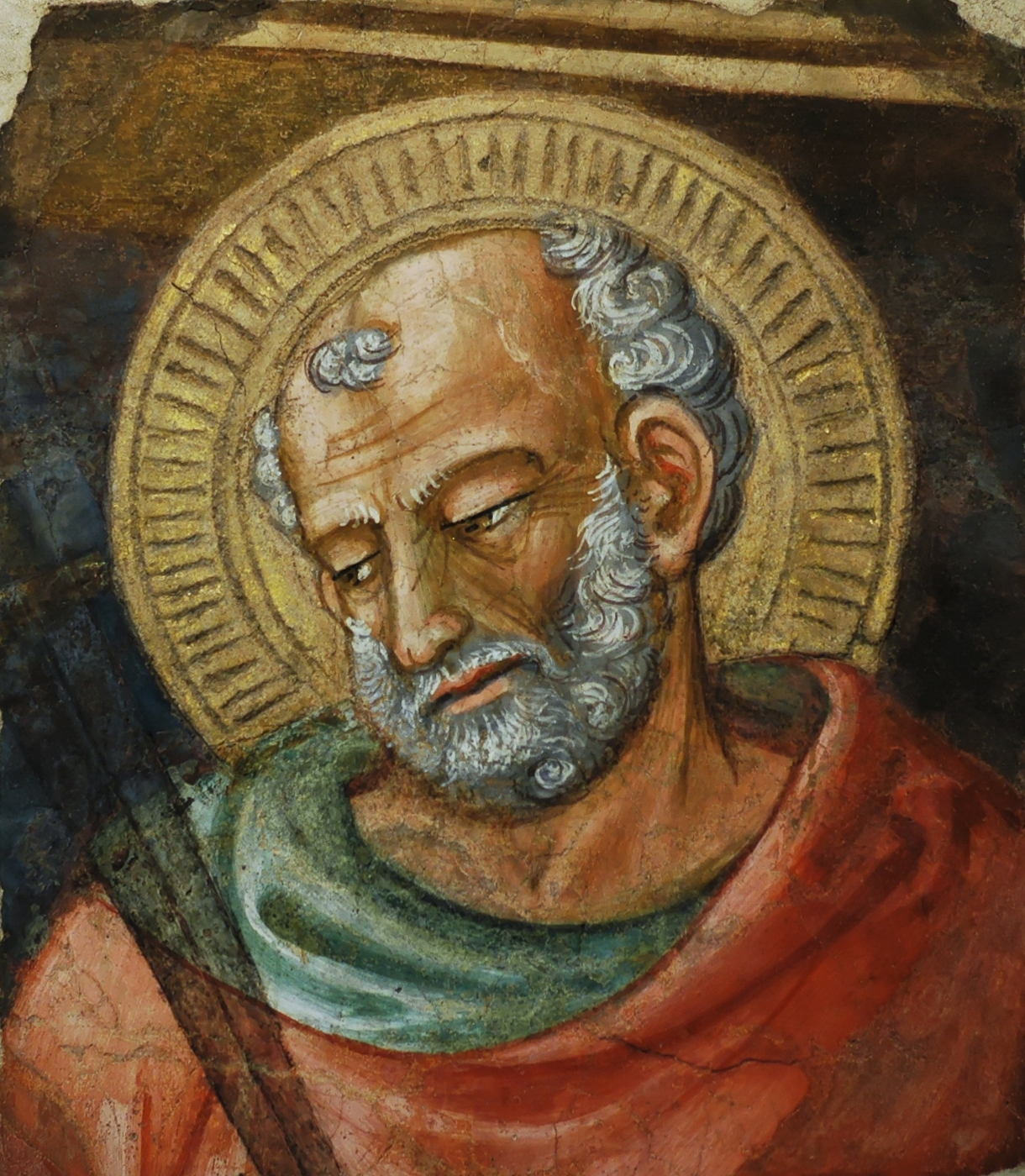
Das Werk San Giuda Taddeo von Bicci di Lorenzo, Museo dell’Opera del Duomo in Florenz

Bicci di Lorenzo (* 1368 oder 1373 in Florenz; † 6. Mai 1452 ebenda) war ein italienischer Maler.

## Leben
Bicci di Lorenzo wurde 1373 als Sohn von Lorenzo di Bicci und Lucia d’Angelo da Panzano in Florenz geboren. Er heiratete 1418 und im selben Jahr wurde sein Sohn Neri di Bicci geboren. 1426 trat er in die Malergilde von Florenz ein. Seine Werkstatt befand sich in der Nähe der Piazza Tasso im Florentiner Stadtteil Oltrarno. Er starb 1452 und wurde in der Kirche Santa Maria del Carmine in Florenz beigesetzt.

## Werke (Auswahl)
- ca. 1423 – 1425: Matrimonio mistico di santa Caterina, Florenz, Accademia delle Arti del Disegno
- ca. 1428: San Lorenzo, Florenz, Accademia
- 1433: Madonna in Trono, Parma, Nationalgalerie
- 1435: Natività, Florenz, Chiesa di San Giovannino dei Cavalieri
- 1440: San Giuda Taddeo, Florenz, Museo dell’Opera del Duomo
- 1450: Tre storie di San Niccolò
- 1450: Trittico del Duomo di Fiesole
- undatiert: San Niccolò da Tolentino protegge Empoli dalla peste, Empoli, Collegiata di Sant’Andrea